# أوزيماندياس (اختلال ضال)
أوزيماندياس (بالإنجليزية: Ozymandias)‏ هي الحلقة الرابعة عشرة من الموسم الخامس من المسلسل التلفزيوني الدرامي الأمريكي بريكينج باد، والحلقة الستون من المسلسل. كُتِبَت الحلقة من مويرا والي بيكيت وأُخرِجَت من قبل ريان جونسون، كما بُثَت الحلقة على قناة إيه إم سي في الولايات المتحدة وكندا بتاريخ 15 أيلول 2013. تختتم قصة الحلقة ذروة الحلقة السابقة، وتروي وفاة كل من هانك شرايدر (دين نوريس) وستيفن غوميز (ستيفن مايكل كيزاد)، وتعرض هروب والتر وايت (براين كرانستون) من عائلته.
لقد عَمِلَ كل من بيكيت وجونسون معًا سابقًا في «حلقة الذبابة» الموسم الثالث، كانت تربطهم علاقة عمل ودية استمرت طوال فترة الإنتاج. وقد أُتيح لبيكيت حرية إبداعية أكبر مما كان لديها سابقًا، وبسبب شدة قصة الحلقة، كان الإنتاج يصعب عاطفيًا على المشاركين.
خَضعت الحلقة لكثير من التحليل بعد صدورها، وكان التركيز على تشابه الحلقة مع قصيدة أوزيماندياس والتي تحمل نفس الاسم للشاعر الرومانسي الإنجليزي بيرسي بيش شيلي. يظهر في القصيدة نفوذ وغطرسة الملك رمسيس الثاني، وكيف انتهى مصيره وانتهت الإمبراطورية التي أقامها؛ مما يدل على أن الحكم والميراث مقدر أن يتلاشى في غياهب النسيان، وهم اشياء غير دائمة. صُوِرَت حبكة الحلقة من خلال تصوير خلاص نهاية والتر وايت بنهاية أوزيماندياس.
أُشيد بحلقة أوزيماندياس منذ بثهِا الأول. وعُدت واحدة من أفضل حلقات بريكنج باد التلفزيونية، وأثنى النُقاد على مردود الحلقة طِوال الموسم، والكتابة، والإخراج. وفي حفل توزيع جوائز إيمي السادس والستون، فازت والي بيكيت بجائزة أفضل سيناريو عن مسلسل درامي عن نصها، وفاز كرانستون بجائزة أفضل ممثل رئيسي وغان بأفضل ممثلة مساعدة؛ لأدائهما في الحلقة.

## الحبكة
في استرجاع لمشهد سابق من «حلقة بايلوت»، قام كل من والت وجيسي بأول طبخة ميث لهما. اتصل والتر بسكايلر الحامل معتذرًا لعدم الوجود بالمنزل، اقترحت اسم «هولي» لطفلتهما. وعودةً إلى الحاضر، أُصيب «هانك» بتبادل إطلاق النار مع «الاخوة جاك»، في حين قُتل «غوميز»، ولم يصب أيًا من الإخوة «جاك» وعصابته بأذى. أراد جاك قتل «هانك»، لكن «والت» توسل إليه أن يتركه وشأنه، وعرض عليه جميع ثروته البالغة 80 مليون دولار مقابل ذلك. أدرك «هانك» أن «جاك» سيقتله بكل الأحوال ويتقبل موته في حين ينهار «والت» يائسًا على الأرض.
كشفت العصابة مكان براميل أموال «والت» وأخذت ستةً منها، وتركوا السابع لوالت، بناءً على طلب «تود». ثم دفنت العصابة هانك وجوميز بدلًا عن البراميل. وحدد والت مكان اختباء جيسي وطلب من جاك بتنفيذ ما طلب منه سابقًا. اقترح «تود» أخذ جيسي أسيرًا لأنه قد يكون مفيدًا لاحقًا. وكشف والت لجيسي معبرًا عن حقده أنه هو من ترك جاين تموت. احتجزت العصابة جيسي في زنزانة، وأجبرته على طبخ الميث.
بعد أن نَفِذ الوقود من سيارته بسبب ثقب رصاصة في خزان الوقود، دحرج والت برميل نقوده في الصحراء حتى وصل إلى منزل واشترى شاحنة مالك المنزل. في مغسلة السيارات، أخبرت ماري سكايلر بأن هانك قد اعتقل والت. وتطالب سكايلر بالتخلي عن جميع نسخ فيديو الاعتراف الكاذب الذي يورط هانك وإخبار «والت الابن» بالحقيقة. أخبرت سكايلر والت الابن عن تجارة والدهِ بالمخدرات، وأخبرها بأنها سيئة مثلهُ. وعندما وصل إلى المنزل، حاول والت بجنون أن يجعل سكايلر ووالت الابن يغادران معه. وأدى رفض والت الاعتراف بموت هانك إلى شجار فيتصل والت الابن بالشرطة. واختطف والت هولي وفر هاربًا.وصلت ماري مع الشرطة إلى منزل وايت. واستمعت الشرطة إلى تسجيلات هاتف المنزل محاولةً تعقب اتصالات والت. وبخ والت سكايلر، زاعمًا أنه بنى تجارة المخدرات وحده لعدم رغبتها في المساعدة. وأكد والت وفاة هانك وقال إنه لن يستسلم لأن لديه عمل لم ينجز بعد. ترك والت هولي في محطة إطفاء مع عنوان منزلها مكتوبًا على ورقة. وفي صباح اليوم التالي، التقى والت بمصدر سول المزود بالهوية الجديدة، وانطلقا معًا مع برميل النقود.

## التحليل
أشارت أماندا نوف من جامعة كولورادو بولدر إلى أن تبادل إطلاق النار يتماشى مع المظاهر الغربية التقليدية للنجاح غير المحتمل في تبادل إطلاق النار وهو مثال على القانون الأخلاقي لوالتر واعتقاده بأن الموت بهذه الطريقة من شأنه أن يعيد رجولته وبطولته. ظهر والت في عديد من المواقف عاجزًا طوال الحلقة. وأشارت إلى أن الصحراء في المسلسل لم تتأثر رغم الدمار والخسائر التي حدثت فيها.
تشير كلمات أغنية «تيك ماي ترو لوف باي ذا هاند» لفرقة ذا لايملترز إلى عزلة والت عن عائلته، مؤكدةً كلمات هولي الأولى «ماما».